# Brincando de Roda numa Discotheque
Brincando de Roda numa Discotheque é um álbum do grupo A Patotinha, lançado em 1978. Trata-se do primeiro álbum de estúdio do grupo e traz cantigas de roda com arranjos de música disco. Obteve bom desempenho comercial e em 1981, ganharia um segundo volume, chamado Brincando de Roda Vol. 2. Um compacto duplo foi lançado antes do lançamento e incluía quatro de suas canções.

## Produção e lançamento
As músicas são todas cantigas de roda, porém, ao invés dos arranjos clássicos e convencionais, foram todas adaptados ao ritmo da música disco (gênero de música feito para dançar, cuja popularidade atingiu o pico em meados da década de 1970, suas raízes vem dos clubes de dança voltados para negros, latino-americanos, gays e apreciadores de música psicodélica, além de outras comunidades na cidade de Nova York e Filadélfia durante os anos 1970).
As quatro integrantes do grupo: Kátia, Márcia, Mônica e Cecília o promoveram em vários programas de televisão, como o do apresentador Carlos Imperial, intitulado Programa Carlos Imperial, da TV Tupi e o programa Os Trapalhões, da Rede Globo.

## Recepção crítica e comercial
Liderou as paradas de sucesso no Brasil e, segundo alguns críticos, teve "o mérito de colocar as cantigas de roda na ordem do dia, fazendo com que as crianças de todo o país voltassem a cantá-las como nos bons tempos". As vendas foram superiores a 100 mil cópias no país. Na lista da Nopem dos 50 discos mais vendidos no ano de 1978, apareceu na 50ª posição.
Após o sucesso, a gravadora resolveu lançar um compacto duplo com canções de natal intitulado "Natal Numa Discotheque / Réveillon Numa Discotheque", que rendeu o primeiro disco de ouro, na época, por vendas superiores a 200 mil cópias em terras brasileiras.

## Lista de faixas
- Créditos adaptados do encarte do LP Brincando de Roda numa Discotheque.[13]

Lado A
| N.º | Título                                                               | Compositor(es) | Duração |  |
| 1.  | "Eu entrei na roda / A canoa virou / Eu fui no Tororó"               | Tradicional    | 2:52    |  |
| 2.  | "Atirei o pau no gato / Havia uma barata / Onde está a margarida"    | Tradicional    | 3:20    |  |
| 3.  | "Sapo Cururu / Carneirinho, carneirão / Terezinha de Jesus"          | Tradicional    | 3:14    |  |
| 4.  | "O cravo brigou com a rosa / Tindolelê / Na mão direita"             | Tradicional    | 2:37    |  |
| 5.  | "Bilu-Tetéia / Pirulito que bate, bate / Vem cá Bitu"                | Tradicional    | 3:00    |  |
| 6.  | "Marcha soldado / Linda rosa juvenil / Ah! Ah! Ah! Minha machadinha" | Tradicional    | 3:40    |  |

Lado B
| N.º | Título                                                             | Compositor(es)                                                                                             | Duração |  |
| 1.  | "Ciranda, cirandinha / Eu sou rico, rico, rico / O pião"           | Tradicional                                                                                                | 3:01    |  |
| 2.  | "Nesta rua tem um bosque - A, E, I, O, U - Escravos de Jó"         | Tradicional                                                                                                | 3:13    |  |
| 3.  | "Farofa-fa / Pai Francisco / Do, Ré, Mi"                           | Mauro Celso Tradicional Richard Rodgers, Oscar Hammerstein II, Nazareno de Brito                           | 3:35    |  |
| 4.  | "Boi da cara preta / Capelinha de melão / Meu limão, meu limoeiro" | Tradicional Tradicional, João de Barro, Alberto Ribeiro Tradicional, José Carlos Burle                     | 3:24    |  |
| 5.  | "Pequeno mundo / Samba lelê / Cara de pau"                         | Richard Sherman, Robert Sherman, Rogério Cardoso Tradicional João Plinta, Hélio Santisteban, César Rossini | 2:25    |  |
| 6.  | "Chapeuzinho vermelho / Palma, palma, palma / Eu saí da roda"      | Tradicional                                                                                                | 3:28    |  |